# Esgueira Basket
O Clube do Povo de Esgueira, também conhecido como Esgueira Basket ou como Esgueira/OLI em virtude de contratos de patrocinadores,  é uma equipa profissional de basquetebol localizada na cidade de  Aveiro, Portugal que atualmente disputa a Liga Portuguesa de Basquetebol.. Foi fundado em 8 de novembro de 1956 e realiza os jogos no Pavilhão CEP.

## Temporada por temporada
| Temporada | Nível | Liga    | Posição | Pós-temporada      |
| --------- | ----- | ------- | ------- | ------------------ |
| 2012-13   | 3     | CNB1    | 1       | Promovidocampeão   |
| 2013-14   | 2     | Proliga | 7       | Quartas de finais  |
| 2014-15   | 2     | Proliga | 8       |                    |
| 2015-16   | 2     | Proliga | 9       |                    |
| 2016-17   | 2     | Proliga | 8       |                    |
| 2017-18   | 2     | Proliga | 2       | Promovidofinalista |
| 2018-19   | 1     | LPB     | 10      |                    |
| 2019-20   | 1     | LPB     |         | Cancelado          |
| 2020-21   | 1     | LPB     | 12      | Despromovido       |
| 2021-22   | 2     | Proliga | 1º      | Promovidocampeão   |
| 2022-23   | 1     | LPB     | 9º      |                    |
| 2023-24   | 1     | LPB     |         |                    |

fonte:eurobasket.com

## Artigos relacionados
- Liga Portuguesa de Basquetebol
- Proliga
- Supertaça de Portugal de Basquetebol